# Fiat C40
Les Fiat C40 - C50 sont des camions de moyen tonnage destinés à des usages multiples, fabriqués par le constructeur italien Fiat V.I. de 1958 à 1960, puis par Unic de 1960 à 1973 sous plusieurs dénominations : Bussang MZU 34 / Donon MZU 35 / Saverne MZU 36 / Belfort MZU 37 au début puis Saverne à cabine Saint-Cloud et P 6 - P 8 Vosges ensuite.

## Histoire
À la fin des années 1950, le constructeur italien Fiat V.I. disposait déjà d'une très vaste gamme de véhicules commerciaux allant des Fiat 600T, Fiat 1100T au petit camion Fiat 615 ainsi qu'une gamme complète de camions lourds comme les Fiat 642N, Fiat 671N, Fiat 682N et Fiat 690N. La gamme moyenne restait réservée à sa filiale en ce domaine OM qui couvrait la totalité des classes de poids légères et moyennes.
Le projet C40 / C50 est né à la suite de l'appel d'offres lancé par l'OTAN pour la fourniture de 5 000 exemplaires d'un camion militaire moyen/léger ayant des caractéristiques particulières. Fiat V.I. a été un des rares constructeurs européens retenus pour participer à cet appel d'offres international et développa le projet spécifique C40 / C50 qui n'avait rien en commun avec le reste de la production Fiat qui avait adopté la cabine avancée sur tous ses modèles depuis 1930. Le style général du véhicule était très américain avec un long capot quasiment imposé.
Les premiers prototypes sont présentés en 1957. L'OTAN qualifie et retient le prototype Fiat mais ne confirme pas la commande. Confiante dans les qualités de ce nouveau modèle, la direction de Fiat V.I. lance la production dans son usine turinoise de Stura, réservée pourtant aux modèles lourds, car les usines milanaises d'OM étaient trop chargées de commandes.
La commercialisation du Fiat C40 commence au début de l'année 1958 mais ne rencontre pas la faveur des clients italiens, trop bien habitués aux camions avec cabine avancée depuis longtemps et dont les productions OM Tigrotto et Leoncino connaissent un franc succès. Pour sauver son investissement, Fiat V.I. envisage une version plus puissante. Le Fiat C50 apparaît quelques mois plus tard en 1959. Le C50 dispose d'une charge utile plus importante avec des pneumatiques de taille supérieure et des suspensions renforcées.
La conception robuste du châssis de ce modèle, qui bénéficie du nouveau moteur Fiat 213, un 6 cylindres de 4.678 cm3 de cylindrée fait du Fiat C40 / C50, sur le papier, un véhicule attractif. Malheureusement, il ne dispose pas de la cabine avancée qui plait tant aux chauffeurs italiens qui ne voient, dans la cabine à capot qu'une perte de place et un encombrement inutile. Malgré ses grandes qualités, la gamme C40 / C50 ne sera pas appréciée et contraindra FIAT V.I. à arrêter sa production moins de 3 ans après son lancement pour faire place au futur Fiat 650. Tout l'outillage de production est transféré dans sa filiale française, l'usine Letourneur et Marchand.
La gamme Fiat C40 / C50 sera remplacée par les Fiat 645 et Fiat 650 qui seront présentés à la Foire du Levant de Bari en 1960 et qui seront fabriqués jusqu'en 1973.

## Les versions UNIC
La société UNIC, devenue filiale officielle de Fiat V.I. en 1960, a été chargée par la direction italienne de Fiat V.I. de reprendre la fabrication de ces modèles qui devaient connaitre un meilleur succès commercial en terre française car, contrairement à l'Italie, les cabines à capot resteront très prisées jusqu'à la fin des années 1980 auprès des routiers français.
La conception des modèles de moyen tonnage Unic datent de l'immédiat après guerre et sont dépassés sur le plan technique. Pour moderniser ses modèles de milieu de gamme qui datent de la dernière guerre avec une cabine toujours fabriquée sur une armature bois, malgré un nouveau style du capot en 1957, est archaïque, Unic adopte avec empressement ces modèles, malheureux en Italie. 
Unic va conserver le châssis et la cabine Fiat mais va greffer son moteur MZ 31 en lieu et place du moteur Fiat qu'il aurait fallu importer et payer les lourdes taxes douanières appliquées par la France.
Le modèle Saverne reste le plus connu. Cette nouvelle cabine sera la providence qui offrira à UNIC une caisse moderne. Ce type de véhicule de moyen tonnage est peu développé en France et UNIC va en profiter. Les séries MZU Belfort, Bonhomme, Bussang, Donon, Saverne et P6/8 Vosges, sont autant de noms associés par UNIC à ce modèle. La cabine sera baptisée "Saint Cloud". Ce camion sera produit de mai 1960 jusqu'à la fin des années 60, remplacé par les camions Fiat 645 et Fiat 650. En 1966 Fiat V.I. absorbe le groupe Simca Industries pour en faire sa filiale poids lourd au sein de FIAT France SA - F.F.S.A..
La version française des Fiat C40 / C50 est parfaitement identique au modèle original italien dans sa conception, finition et équipement de la cabine. La seule différence était le moteur qui reprenait un très ancien bloc Unic 4 cylindres, plutôt obsolète, qui s’avérera le point faible car développant une puissance insuffisante pour la charge du véhicule, bien que supérieure, comparée à celle des productions Renault et Berliet correspondantes de l'époque. 
Malgré ce défaut majeur (par rapport aux productions étrangères), la fabrication et la commercialisation de ces camions se poursuivra en France jusqu'en 1973. Quelques exemplaires ont été exportés en Suisse jusqu'en 1966.
| Modèle                                  | Années de production                                        | Type moteur                                 | Cylindrée cm3 | Puissance ch DIN | PTC en tonnes            |
| --------------------------------------- | ----------------------------------------------------------- | ------------------------------------------- | ------------- | ---------------- | ------------------------ |
| Fiat C40 - 4x2 châssis cabine - plateau | 1958 - 1960                                                 | Fiat 213                                    | 4 678         | 90               | 7,5                      |
| Fiat C50 - 4x2 châssis cabine - plateau | 1959 - 1960                                                 | Fiat 213                                    | 4 678         | 90               | 8,6                      |
| Fiat 645N 4x2 N1 N2 N3                  | 1959 - 1967 1967 - 1969 1969 - 1970 1970 - 1972             | Fiat 213 Fiat 806A Fiat 806.01 Fiat 8060.02 | 4 678 5 183   | 90 100 110 122   | 8,0 8,5                  |
| Fiat 650N 4x2 N1 N2 N3 E                | 1960 - 1967 1967 - 1969 1969 - 1970 1970 - 1973 1960 - 1969 | Fiat 213 Fiat 806A Fiat 806.01 Fiat 8060.02 | 4 678 5 183   | 90 100 110 122   | 8,5 8,65 8,75 9,25 10,25 |
| Unic MZU 34 Bussang                     | 1960 - 1964                                                 | Unic MZ 31                                  | 5 027         | 95               | 8,0                      |
| Unic MZU 34RS Bonhomme                  | 1961 - 1964                                                 | Unic MZ 31                                  | 5 027         | 95               | 9,0                      |
| Unic MZU 35 Donon                       | 1961 - 1964                                                 | Unic MZ 31                                  | 5 027         | 95               | 9,5                      |
| Unic MZU 36 Saverne                     | 1960 - 1961                                                 | Unic MZ 31                                  | 5 027         | 95               | 10,5                     |
| Unic MZU 37 Belfort                     | 1960 - 1961                                                 | Unic MZ 31                                  | 5 027         | 95               | 11,4                     |
| Unic MZU 34R Donon                      | 1961 - 1963                                                 | Unic MZ 32                                  | 5 383         | 100              | 9,0                      |
| Unic MZU 34RS Bonhomme                  | 1961 - 1966                                                 | Unic MZ 32                                  | 5 383         | 100              | 9,0                      |
| Unic MZU 35 Bussang                     | 1964 - 1966                                                 | Unic MZ 32                                  | 5 383         | 110              | 10,5                     |
| Unic MZU 36 Saverne                     | 1961 - 1963                                                 | Unic MZ 32                                  | 5 383         | 100              | 10,5                     |
| Unic MZU 37 Belfort                     | 1961 - 1963                                                 | Unic MZ 32                                  | 5 383         | 110              | 11,4                     |
| Unic MZU 37 Somport                     | 1964 - 1966                                                 | Unic MZ 52                                  | 6 730         | 127              | 12,5                     |
| Unic P 6 Vosges                         | 1966 - 1973                                                 | Unic MZ 32SD                                | 4 493         | 105              | 9,0                      |
| Unic P 8 Vosges                         | 1966 - 1973                                                 | Unic MZ 32SD                                | 4 493         | 105              | 10,9                     |
| Unic P 8R Vosges                        | 1966 - 1973                                                 | Unic MZ 32S                                 | 5 383         | 127              | 10,9                     |
| Unic P 8R 4x4 Vosges                    | 1966 - 1973                                                 | Unic MZ 32S                                 | 5 383         | 127              | 12,0                     |
| Unic P 9 Vosges                         | 1966 - 1973                                                 | Unic MZ 32S                                 | 5 383         | 127              | 12,5                     |
| Unic T 8R Vosges                        | 1966 - 1973                                                 | Unic MZ 32S                                 | 5 383         | 127              | PTRA 19,5                |